# والتر سكوت (لاعب كرة قدم بريطاني)
والتر سكوت (بالإنجليزية: Walter Scott)‏ (1886 في المملكة المتحدة - 1955) هو لاعب كرة قدم بريطاني (وحمل سابقاً جنسية المملكة المتحدة لبريطانيا العظمى وأيرلندا) في مركز حراسة المرمى. لعب مع نادي إيفرتون ووركشوب تاون ‏.